# Smalltown Boy
«Smalltown Boy» (en castellano: 'Chico de pueblito') es el primer sencillo originalmente de la banda británica Bronski Beat, publicado en junio de 1984. También fue incluido posteriormente en su primer álbum de estudio, The Age of Consent, publicado en diciembre del mismo año.
La canción es un popular himno entre el colectivo de personas LGBT y tuvo un amplio éxito comercial, en particular en Europa, pues alcanzó el número 3 en las listas británicas, el número 1 en los Países Bajos e Italia y llegó al Top 10 en Francia y Suiza.
Logró entrar en el Top 10 en Australia y Canadá. En los Estados Unidos tuvo un éxito relativamente discreto, al alcanzar solo el número 48 en el Billboard Hot 100, aunque alcanzó el número 1 en el Billboard Hot Dance.
El tema ha sido versionado a través de los años por una gran cantidad de bandas y artistas, en diversos géneros y estilos musicales.

## Letra y significado
Smalltown Boy aborda temas clave en la cultura LGBT de la década de los 80. Se ocupa del rechazo familiar hacia un chico por ser homosexual y la homofobia en la sociedad británica. También se refiere a la soledad, el acoso y la intimidación a través del rechazo social y familiar.
El estribillo que se escucha a lo largo de la canción hace referencia a lo indicado:

"Mother will never understand why you had to leave

But the answers you seek will never be found at home

The love that you need will never be found at home

Run away, turn away, run away, turn away, run away"

"Mamá nunca va a entender por qué tuviste que irte 

Pero las respuestas que buscas nunca serán encontradas en casa 

El amor que necesitas nunca será encontrado en casa

Huir, alejarse, huir, alejarse, huir"

## Vídeo musical
Aunque el vídeo apenas tuvo cierta difusión en las cadenas televisivas musicales de la época (sin tener un impacto masivo), tampoco estuvo exento de generar alguna polémica entre los sectores más conservadores.
El personaje principal del vídeo es interpretado por el propio cantante de Bronski Beat, Jimmy Somerville, con su característica voz de falsete, como el adolescente que ha experimentado los problemas descritos en la letra de la canción.
En el comienzo del vídeo, se le viajando en tren, contemplando su infancia y los acontecimientos que han provocado que abandonara la casa de sus padres. En una piscina de su pueblo, junto con sus amigos (interpretados por los dos restantes miembros de Bronski Beat, Steve Bronski y Larry Steinbachek) se atreve a charlar con un hombre desconocido que le causó gran atracción. Sin embargo, este se percata de la situación y se nota incómodo con sus miradas. Como resultado de ello, es atacado más tarde por la 'banda' de ese hombre en un callejón por homofobia y un oficial de policía (interpretado por Colin Bell, en ese momento director de mercadotecnia de London Records), le trae de vuelta a su casa.
Se supone que los padres del protagonista conocen su homosexualidad por primera vez a través de este incidente y se sorprenden, pero solo el padre parece no aceptarlo, por lo que le da dinero para que se marche. El chico entonces toma un tren a Londres, donde se reencuentra con sus amigos. El vídeo termina con sus amigos uniéndose a él.
En definitiva, al ser rechazado por la familia y la sociedad de su pueblo natal, esto le hace viajar al 'chico' desde una 'ciudad pequeña' (Smalltown Boy) a la gran capital, la ciudad de Londres.

## Lista de canciones y formatos
- 7" sencillo BITE 1

1. "Smalltown Boy" - 3:58
2. "Memories" - 2:55

- 7" sencillo 820 091-7

1. "Smalltown Boy" - 3:58
2. "Memories" - 3:00

- 12" sencillo BITEX 1

1. "Smalltown Boy" - 9:00
2. "Infatuation/Memories" - 7:38

- 12" sencillo 820 996-1

1. "Smalltown Boy" - 9:00
2. "Infatuation/Memories" - 7:38

- 12" sencillo 9-29 017

1. "Smalltown Boy" - 9:00
2. "Infatuation/Memories" - 7:38

- 12" sencillo MCA-23521

1. "Smalltown Boy" - 9:00
2. "Infatuation/Memories" - 7:42

- 12" sencillo LDSPX 215

1. "Smalltown Boy" - 9:00
2. "Infatuation/Memories" - 7:38

## Listas de éxitos
| Listas (1984)                  | Máxima posición |
| ------------------------------ | --------------- |
| Australia (ARIA Charts)        | 7               |
| Bélgica (VRT Top 30) (Flandes) | 28              |
| Países Bajos (Dutch Singles)   | 1               |
| Alemania (German Singles)      | 3               |
| Francia (French Singles Chart) | 8               |
| Irlanda (Irish Singles Chart)  | 4               |
| Italia (Italian Singles Chart) | 1               |
| Nueva Zelanda (NZSC)           | 5               |
| Suiza (Swiss Singles Chart)    | 2               |
| Reino Unido (UK Singles)       | 3               |

| Listas de finales de 1984 | Máxima posición |
| ------------------------- | --------------- |
| UK Singles Chart          | 42              |

| Listas (1985)                   | Máxima posición |
| ------------------------------- | --------------- |
| Canadian Singles Chart          | 9               |
| EE. UU. Billboard Hot Dance     | 1               |
| EE. UU. Hot Dance Singles Sales | 4               |
| EE. UU. Billboard Hot 100       | 48              |

| Listas de finales de 1985 | Máxima posición |
| ------------------------- | --------------- |
| Canadian Singles Chart    | 86              |

| Listas (1991)        | Máxima posición |
| -------------------- | --------------- |
| Dutch Singles Chart  | 72              |
| German Singles Chart | 28              |
| Irish Singles Chart  | 16              |
| UK Singles Chart     | 32              |

| Listas (1994)         | Máxima posición |
| --------------------- | --------------- |
| Italian Singles Chart | 23              |

## Certificaciones
| País        | Certificación | Fecha              | Ventas certificadas |
| ----------- | ------------- | ------------------ | ------------------- |
| Canadá      | Oro           | 1 de marzo de 1985 | 50.000              |
| Reino Unido | Plata         | 1 de julio de 1984 | 200.000             |